# Gonzalo Higuaín
Gonzalo Higuaín (Brest, 10. prosinca 1987.) bivši je argentinski nogometaš koji je igrao na poziciji napadača. Ima državljanstvo Francuske i Argentine.
Higuaína karakterizira velika brzina s loptom i izvrsna tehnika, te snažan udarac zbog kojeg ga mnogi uspoređuju s Gabrielom Batistutom, najboljim strijelcem u povijesti argentinske reprezentacije.

## Život
Higuain je rođen u Brestu u Francuskoj, sin je bivšeg argentinskog nogometaša Jorgea Higuaína, koji je kao emigrant igrao za Stade Brestois. Iako Gonzalo ne govori francuski on ima francusko državljanstvo.
Kao mali dječak prebolio je meningitis.

## Klupska karijera

### River Plate
Karijeru je započeo u River Plateu gdje je debitirao 29. svibnja 2005. Dana 12. veljače 2006. postiže svoj prvijenac protiv Banfielda. Gonzalo je sezonu 2005./06. završio s 5 golova u 12 utakmica. U listopadu 2006. postiže dva pogotka u derbiju s Boca Juniorsima i dobiva pohvale od svih, a predsjednik Platea govori da mu je predodređena velika i uspješna karijera.

### Real Madrid
U prosincu 2006. potpisuje za madridski Real, a cijena je iznosila 13 milijuna €. Prethodnu ponudu od 10 milijuna € River je odbio. Za Real je debitirao u Kupu kralja protiv Betisa, a prvi pogodak postiže u El Madrileñu, gradskom derbiju protiv Atletica. Njegovim pogotkom za 2:1 protiv Osasune matematički je donio Realu 31. naslov pobjednika Primere u sezoni 2007./08. Četiri dana kasnije, Gonzalo postiže treći pogodak u pobjedi 4:1 protiv Barcelone.
Najblistavija izvedba u bijelom dresu bila mu je ona protiv Malage gdje je u pobjedi 4:3 postigao sva četiri pogotka. U sezoni 2009./10. s 27 golova u Primeri bio je najbolji Realov strijelac i drugi strijelac lige iza Messija. Na SP 2010. u JAR-u postigao je jedini hat-trick na prvenstvu u utakmici protiv Južne Koreje.
U lipnju iste godine produžuje ugovor s Realom do 2016. godine. U idućoj sezoni s Realom on postiže 5200. pogodak Reala u Primeri, a par dana kasnije Realov 700. gol u Ligi prvaka. Ubrzo mu otkrivaju herniju lumbalnog diska, pa on mora nakon operacije odležati 4 mjeseca. Nakon četiri mejseca vraća se u velikom stilu. U utakmici protiv Valencije (6:3 za Real) on postiže hat-trick i dvije asistencije. U sezoni 2011./12. u trojcu s Cristianom Ronaldom i Karimom Benzemom on ulazi u povijest kao najbolji napadački trio koji su za Real postigli skupa preko 110 golova u svim natjecanjima. Protiv Osasune je zabio svoj 100. pogodak u dresu Reala.

### Napoli
U ljeto 2013. nakon šest provedenih godina u madridskom Realu, prelazi u talijanski Napoli.

### Juventus
Argentinski nogometni reprezentativac je službeno postao novi član talijanskog prvaka Juventusa u srpnju 2016. godine. Argentinac je za torinsku Staru damu potpisao ugovor na četiri godine, a njegov bivši klub Napoli dobio je 90 milijuna eura čime je Higuaín postao treći najskuplji nogometaš u povijesti te je time ostvaren najveći transfer u povijesti talijanske lige. Higuaín će u Juventusu zarađivati 7,5 milijuna eura po sezoni što je najveći ugovor u talijanskom nogometu.

### Milan
Nakon dvije sezone provedene u Staroj dami, u ljeto 2018. posuđen je talijanskom gigantu Milanu.

## Reprezentacija
Debitirao je pogotkom za argentinsku reprezentaciju 11. listopada 2009., u pobjedi od 2:1 nad Peruom. Prethodno je u više navrata odbio Francusku, za koju je također imao pravo nastupa.
U debiju za reprezentaciju protiv Gvatemale on postiže dva pogotka u pobjedi 5:0. Uvršten je u najbolju momčad Svjetskog prvenstva u 2010. godini. Na Svjetskom prvenstvu 2018. upisao je tri nastupa ali nije zabio pogodak.

## Priznanja

### Klupska

#### Real Madrid
- La Liga (3): 2006./07., 2007./08., 2011./12.
- Kup kralja (1): 2010./11.
- Supercopa de España (2): 2008., 2012.

#### Juventus
- Serie A (3): 2016./17., 2017./18., 2019./20.
- Coppa Italia (2): 2016./17., 2017./18.

#### Chelsea
- Europska liga (1): 2018./19.

### Reprezentativna
Argentina
- SP Brazil 2014. – srebro
- Copa América 2015. – srebro
- Copa América 2016. – srebro

## Vanjske poveznice
- Profil na transfermarkt.com (engl.)
- Profil na soccerway.com (engl.)